# 1998 en Bretagne
 Chronologie de la Bretagne
- 1994
- 1995
- 1996
- 1997
- 1998
- 1999
- 2000
- 2001
- 2002

Cette page recense des événements qui se sont produits durant l'année 1998 en Bretagne.

## Politique

### Élections régionalesdu15 mars
- Josselin de Rohan est élu président du conseil régional de Bretagne.

## Infrastructures

### Constructions
- juin : Inauguration du Théâtre de Cornouaille à Quimper.